# 皮德傑列文卡
50°7′35″N 23°54′48″E / 50.12639°N 23.91333°E
皮德傑列文卡（烏克蘭語：Піддеревенка），是烏克蘭西部的村莊，隸屬利維夫州的利維夫區。該村始建於1590年，面積6.1平方公里，2001年人口213，人口密度每平方公里34.92人。